# Starman (film)
Starman film från 1984 i regi av John Carpenter och med Jeff Bridges i rollen som Starman. Filmen nominerades till en Oscar 1984, och då nominerades Jeff Bridges för bästa manliga huvudroll som Starman. Starman fick en spinoff i en TV-serie med samma namn som gick i amerikansk TV 1986–1987 och i Sveriges television från 1988 till början av 90-talet.

## Rollista (i urval)
| skådespelare         | Roll            |
| -------------------- | --------------- |
| Jeff Bridges         | Starman         |
| Karen Allen          | Jenny Hayden    |
| Charles Martin Smith | Mark Shermin    |
| Richard Jaeckel      | George Fox      |
| Robert Phalen        | Major Bell      |
| Tony Edwards         | Sergeant Lemon  |
| John Walter Davis    | Brad Heinmuller |